# Lijst van Eerste Kamerleden voor de Vrij-Antirevolutionaire Partij
Een overzicht van alle voormalige Eerste Kamerleden voor de Vrij-Antirevolutionaire Partij (VAR).
| Eerste Kamerlid                                 | Begindatum        | Einddatum       |
| ----------------------------------------------- | ----------------- | --------------- |
| Willem Gerard Brantsen van de Zijp              | 5 april 1897      | 7 november 1899 |
| Karel Antonie Godin de Beaufort                 | 19 september 1893 | 22 juli 1904    |
| Jacob Petrus Havelaar                           | 16 september 1902 | 22 juli 1904    |
| Jan Elias Nicolaas Schimmelpenninck van der Oye | 16 mei 1894       | 22 juli 1904    |